# Boletim da Faculdade de Direito da Universidade de Coimbra
O Boletim da Faculdade de Direito da Universidade de Coimbra é um periódico português especializado em literatura jurídica criado, em 1914, pela Faculdade de Direito da Universidade de Coimbra.

## História

Logomarca comemorativa ao centenário da publicação.

O Boletim da Faculdade de Direito foi criado em março de 1914 pelo Instituto Jurídico da Universidade de Coimbra e se afigura como uma das mais antigas publicações existentes na área do direito na cultura lusófona.

## Linha editorial
Na página oficial da referida faculdade de direito informa que :
| “ | Na sua Comissão Redactora figu(ra)ram alguns dos mais distintos Professores portugueses de Direito que no diálogo com os seus pares lograram fazer do Boletimum fórum académico de discussão jurídica reconhecido como tal a nível internacional. Todos os artigos são submetidos a um rigoroso procedimento editorial. O acolhimento de artigos de numerosos autores nacionais e estrangeiros (espanhóis, alemães, franceses e brasileiros, em particular), desde reputados professores e juízes a jovens investigadores do direito e das ciências sociais, tem contribuído para que o Boletim se afirme como uma publicação jurídica verdadeiramente internacional. | ” |